# Semiothisa nora
Semiothisa nora är en fjärilsart som beskrevs av Walker 1861. Semiothisa nora ingår i släktet Semiothisa och familjen mätare. Inga underarter finns listade i Catalogue of Life.

## Bildgalleri

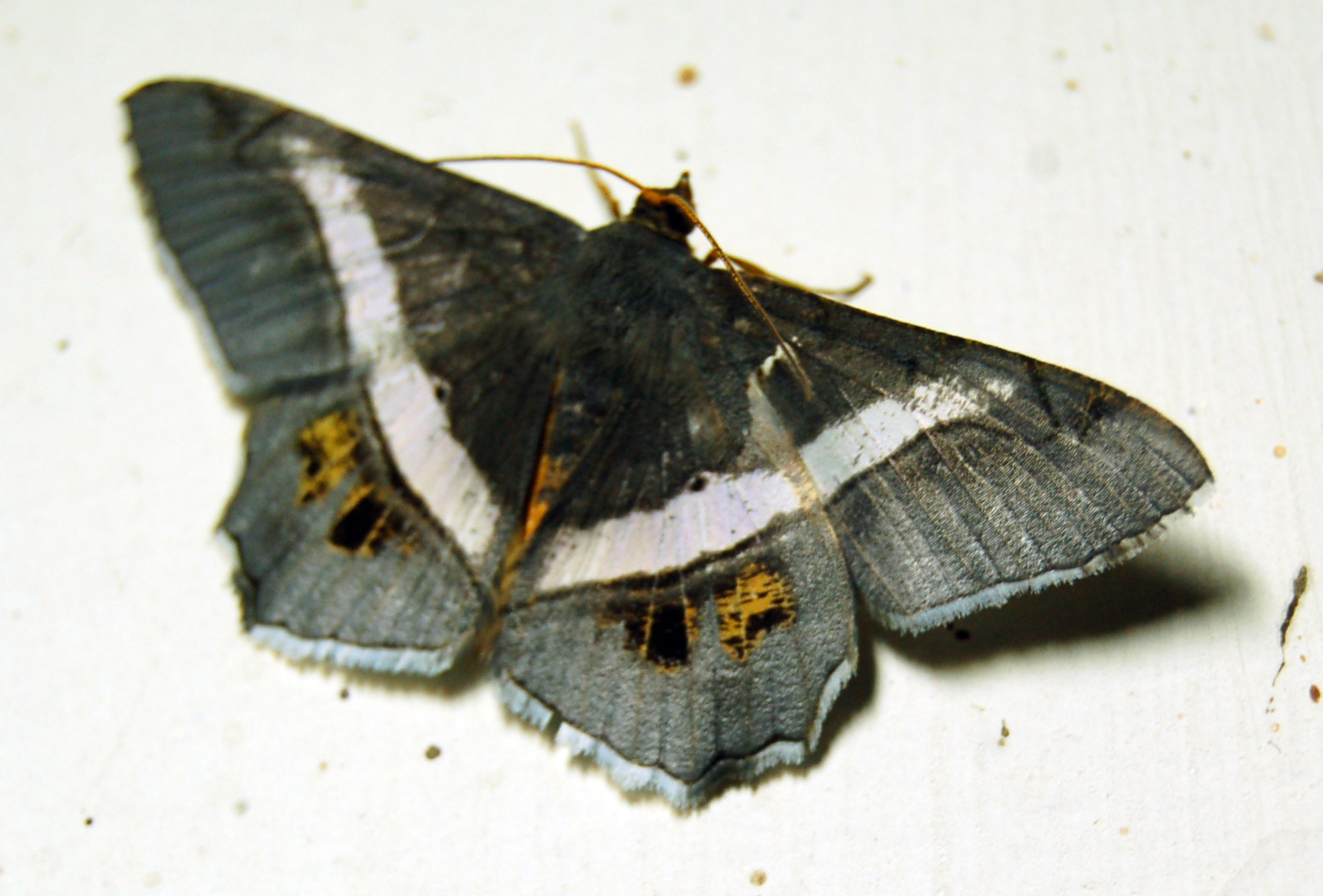